# Ostrea
Ostrea са древен фосилен род соленоводни Миди от семейство Стриди.
Стридите от рода са филтратори на водата и могат да достигнат максимален капацитет от 5 литра на час. Посредством филтрирането и те консумират планктона и други хранителни частици попаднали по лепкавите пипала в близост до отвора на храносмилателната система.
Някои видове се използват за култивирано отглеждане в мидени ферми с цел добив за консумация от хора. В Българското Черноморие са разпространени два вида от рода: Ostrea edulis и Ostrea lamellosa, обитаващи дъното до дълбочина 30 метра при първия и до 10 метра при втория вид.

## Видове
- Ostrea angasi Sowerby, 1871 – Австралийска кална стрида
- Ostrea conchaphila (Carpenter, 1857) – Плоска стрида Олимпия
- Ostrea cristata (Born, 1778)
- Ostrea denselamellosa （Lischke, 1869）
- Ostrea digitalina †
- Ostrea edulis (Linnaeus, 1758) – Европейска плоска стрида
- Ostrea equestris (Say, 1834)
- Ostrea gryphoides †
- Ostrea lurida (Carpenter, 1864)
- Ostrea megadon (Hanley, 1846)
- Ostrea sandvicensis